# Autorretrato como tañedora de laúd
Autorretrato como tañedora de laúd es una pintura de 1615-1618 de la pintora italiana Artemisia Gentileschi. La obra se exhibe en la Curtis Galleries, de Mineápolis.

## Historia
Algunos expertos especulan que la pintura fue un encargo del gran duque Cosme II de Médici, durante la estancia de la pintora en Florencia. Las huellas de esta obra de arte se pueden encontrar en un inventario de 1638 de las obras contenidas en la villa medicea. El cuadro fue comprado por la Curtis Galleries en 1998 a través de una subasta celebrada en Sotheby's.

## Descripción
La artista se retrata mientras toca un laúd. En la simbología pictórica del círculo y émulos de Caravaggio, una mujer presta a tocar un instrumento musical aludía a los placeres sensuales.